# Tournoi de tennis de Kozerki
Le tournoi de tennis de Kozerki est un tournoi de tennis féminin du circuit professionnel WTA qui se joue sur dur en extérieur.
Il est créé en 2023 pour rejoindre les tournois classés en WTA 125. L'Ukrainienne Dayana Yastremska remporte la 1re édition.

## Palmarès

### Simple
| No | Date       | Nom et lieu du tournoi         | Catégorie | Dotation  | Surface    | Vainqueure         | Finaliste         | Score         |         |
| -- | ---------- | ------------------------------ | --------- | --------- | ---------- | ------------------ | ----------------- | ------------- | ------- |
| 1  | 07-08-2023 | Polish Open, Kozerki           | WTA 125   | 115 000 $ | Dur (ext.) | Dayana Yastremska  | Greet Minnen      | 2-6, 6-1, 6-3 | Tableau |
| 2  | 22-07-2024 | Polish Open, Varsovie          | WTA 125   | 115 000 $ | Dur (ext.) | Alycia Parks       | Maya Joint        | 3-6, 6-3, 6-3 | Tableau |
| 3  | 28-07-2025 | T-Mobile Polish Open, Varsovie | WTA 125   | 115 000 $ | Dur (ext.) | Kateřina Siniaková | Viktorija Golubic | 6-1, 6-2      | Tableau |

### Double
| No | Date       | Nom et lieu du tournoi        | Catégorie | Dotation  | Surface    | Vainqueures                         | Finalistes                      | Score     |         |
| -- | ---------- | ----------------------------- | --------- | --------- | ---------- | ----------------------------------- | ------------------------------- | --------- | ------- |
| 1  | 07-08-2023 | Polish Open Kozerki           | WTA 125   | 115 000 $ | Dur (ext.) | Katarzyna Kawa Elixane Lechemia     | Naiktha Bains Maia Lumsden      | 6-3, 6-4  | Tableau |
| 2  | 22-07-2024 | Polish Open Varsovie          | WTA 125   | 115 000 $ | Dur (ext.) | Weronika Falkowska Martyna Kubka    | Céline Naef Nina Stojanović     | 6-4, 7-65 | Tableau |
| 3  | 28-07-2025 | T-Mobile Polish Open Varsovie | WTA 125   | 115 000 $ | Dur (ext.) | Weronika Falkowska Dominika Šalková | Isabelle Haverlag Martyna Kubka | 6-2, 6-1  | Tableau |